# Коста Јовановић (политичар)
Коста Јовановић (Врање, 8/21. септембар 1875 — Београд, 30. април 1930) био је српски агроном, политичар и публициста. Јовановић је био општински одборник, председник и потпредседник Београдске општине.

## Биографија
Рођен је 8/21. септембра 1875. године, у сиромашној породици, од мајке Велике и оца Андона, по занимању кројача.  Још као дете је остао без родитеља, па како није наследио имање, напустио је родно место. Као ђак је, да би се издржавао, радио као послужитељ и шегрт код многих занатлија, по разним варошима и селима у Србији, такође је живео од помоћи добрих људи.

### Школовање
Основну школу је завршио у Јагодини, гиназију у Пожаревцу, а Земљомерску школу у Београду. Након тога је радио у државном катастру најпре као геометар, а затим на изради регулационих планова по разним градовима у Србији и у Бугарској.

### Политички рад
Од 1892, као дете из народа, саосећајући се са невољама својих ближњих, се укључио у политички живот, у борби за политичку и социјалну правду, активно је учествовао у организовању првих синдикалних савеза у Србији, те буђењу свести радника у борби за своја економска и политичка права. Радио је на организацији првих радничких синдиката, као што су металски, дрводељски, синдикат фабричких радника и друге, и на повезивању професионалних удружења међусобно у раднички савез.
Године 1901. је постао први секретар обновљеног Београдског радничког друштва. Друштво је представљало прави народни универзитет на коме су се одржавала предавања, са великим одјеком у радничким и народним масама.
Упоредо са практичним и организаторским радом учествовао је и у борби путем штампе. Уређивао је социјалистичке листове Социјалдемократа (1985), учествовао у покретању „Радничких Новина” (1895)), уређивао листове „Напред”, „Раднички лист” и друге, а почетком 1903. је покренуо пољопривредни часопис „Ново време” и уредио прва четири броја. Са Јованом Скерлићем и Драгишом Лапчевићем се налазио на челу социјалдемократског покрета. Након размимоилажења у партији, постао је опонент Димитрију Туцовићу и Радовану Драговићу, налазећи се на левом крилу грађанске демократије.

### Наставак студија
Након тога је напустио политику и синдикалну борбу и 1904. године је наставио школовање у Немачкој. Студирао је на Пољопривредној академији у Берлину и Бону, најпре културну технику, а затим пољопривреду уопште. Докторирао је на Универзитету у Бону из области економских и пољопривредних наука, са докторском тезом из аграрне политике „Породично добро” и након тога се вратио у Београд 1907.
Са Јованом Скерлићем је прешао у Самосталну радикалну странку, на челу са Јашом Продановићем. Почео је да пише за „Дневни лист”, под вођством Јована Скерлића и Милана Грола. И даље је осећао симпатије према радничком сталежу и уз његову сарадњу, програм странке је предвиђао разне социјалне реформе, у корист радника и сељака, које је ускоро добио прилику и да срповеде.

### Рад у министарству
Запослио се у Министарству привреде, где је радио на оснивању и контроли пољопривредних школа о чему је написао и општирну студију из аграрне политике „Професионална настава у Србији”, која је штампана у Српском књижевном гласнику (1910), а њени изводи су штампани и у италијанском листу „L'Istrucione profesionale”
Јаша Продановић му је као министар привреде поверио посао израде Закона о радњама, који је под његовим надзором и у сарадњи са представницима трговине, заната, индустрије, као и радницима, повољно завршио, али се о њему касније деценијама дискутовало. Овим законом је замењена застарела Еснафска уредба и уведени су принципи савременог индустријског и социјалног законодставства. Нови закон је послужио као основа за регулисање свих питања индустријског и социјалног законодавства, како пре Првог светског рата на територији Краљевине Србије, тако и након рата, уз извесне измене, на целој територији Краљевине СХС.
Након успостављања Привредних комора (1910), изабран је за секретара Београдске трговачке коморе и на том положају је остао до краја рата. На том положају се бавио организацијом коморе и трговачких удружења у свим већим местима у Србији, укључујући и Јужну Србију, након Балканских ратова.

### Ратни период
Био је учесних Балканских и Првог светског рата, све до повлачења у Албанију, када је због болести пребачен у Француску, где је остао до краја рата. Након опоравка у Француској је преузео дужност секретара Трговачке коморе, која је оформљена прво у Марсеју, а затим у Ници. Комора је помагала својим члановима у поробљеној отаџбини, бавила се проучавањем привредних прилика и успостављањем веза у иностранству, које би се искористиле након рата. У том циљу, Трговачка и Индустријска комора су у организацији енглеске владе обишле све важније привредне центре. Јовановић је био један од секретара делегације и своја искуства је описао у брошури под називом „Српска мисија у Енглеској”. Мисија је осим тога утицала на формирање јавног мњења у Енглеској о приликама на Балкану и оправданим разлозима за стварање заједничке државе југословенских народа. У циљу пропаганде је написао посебну брошуру „La Serbie économique” (1917), као и више чланака у француским листовима и часописима.

### Послератни период
Након рата, краће време је био начелник Министарства социјалне политике, а затим је као дугогодишњи одборни и радник у комори, изабран за вршиоца дужности председника Београдске општине и ту дужност је обављао, све до нових општинских избора августа 1920. године. Након избора, наредних неколико година је био општински одборник и активно је учествовао у решавању комуналних проблема у Београду. Године 1926. је изабран за потпредседника Београске општине, и ту дужност је обављао до 15. фебрурара 1929, када је смењен. У том периоду је сарађивао са председником општине Костом Куманудијем, кога је доста дуго и замењивао на функцији председника, док је овај обављао функције министра. Јовановићеве заслуге су у уређивању града и у модернизацији града.
Бавио се и новинарством. Сарађивао је у многим листовима и часописима, а неке од њих је уређивао: „Политика”, „Правда”, „Српски књижевни гласник”, „Трговински гласник”.
Дуги низ година је хонорарно предавао политичку економију на Пољопривредном факултету у Београду.
Оснивач је и редовни члан Друштва за економску и социјалну политику, оснивач и први председник Друштва социјалних радника, које се бавило социјалним проблемима у Југославији и налажењем начина за побољшање положаја широких народних маса.
За своје заслуге као јавни радник одликован је Оредном Светог Саве III степана и био је официр Почасне легије академске палме.
Умро је у Београду 30. априла 1930. године. Поводом његове смрти, Београдска општина је поставила црну застави на општинском дому и одлучено је да се породици бесплатно додели гробница. Сахрањен је наредног дана 1. маја у Аркадама на Новом гробљу у Београду.